# باتريك تيت
باتريك تيت (بالإنجليزية: Patrick Tate)‏ (19 مايو 1987 في الولايات المتحدة - ) هو لاعب كرة قدم أمريكي في مركز الدفاع. لعب مع تشارلستون بيتري وWilmington Hammerheads FC ‏.

## وصلات خارجية
- باتريك تيت على موقع قاعدة بيانات كرة القدم.إي يو (الإنجليزية)